# Hajdúbagos
Hajdúbagos község Hajdú-Bihar vármegyében, a Derecskei járásban.

## Fekvése
A vármegye középső részén fekszik, a megyeszékhelytől, Debrecentől dél-délkeleti irányban. A szomszédos települések: észak felől Debrecen, kelet felől Hosszúpályi, dél felől Konyár, délnyugat felől Derecske, nyugat felől Sáránd, északnyugat felől pedig Mikepércs.

### Megközelítése
A legfontosabb közúti megközelítési útvonala a Sáránd-Létavértes közti 4809-es út, amely elhalad a belterületének északi részén. Központjába azonban csak a 48 104-es számú mellékúton lehet eljutni.
Az ország távolabbi részei felől legegyszerűbben a 47-es útról érhető el, sárándi letéréssel.
A hazai vasútvonalak közül a MÁV 107-es számú Debrecen–Sáránd–Létavértes-vasútvonala érintette, de itt 2009. december 12-én megszűnt a forgalom. A vasútnak egy megállási pontja volt a határai között, Hajdúbagos megállóhely, a belterülettől kissé északra.

## Története
Hajdúbagos már a 13. század második felében a vidék legnagyobb falvai közé tartozott és a Bagossy család kizárólagos birtoka volt. 1347-ben Nagy- és Kisbagos néven szerepelt. Az ősi Szatmár vármegyei Kaplon nemzetség nagymihályi ágából Lőrincz fia, Gergely 1327-ben Apáti és Tarcsa (Ér-Tarcsa) birtokokat nyerte meg királyi adományul. A nemzetség másik ágából leszármazott Vetésy, Csomaközy, Bagossy és Károlyi családok csak később szereznek birtokokat Bihar vármegye területén. Könnyebb áttekintés végett alább közöljük a nemzetség szétágazását:
Őse András a 13. század közepén, ennek fia: Ördög Simon (1268-88), fiai: Péter (1288-91) és Ördög András (1291-1325).
Péter ága: fiai: 1. Márton (1322-54) a Csomaközy család őse. 2. János (1329), fia: Derekas Simon (1325-54), tőle ered a Bagossy család. 3. Zonga Péter (1312-41) a Vetéssyek őse.
Ördög András ága: fiai: Károlyi Simon (1322-49) és Merhárd (1325-50), kinek ága unokáiban, Istvánban (1414-19) és Györgyben (1397-1430) kihalt.
1430 táján az álmosdi Chyre család lett a település legnagyobb földesura, de a Bagossyaknak is megmaradt a falu egy része. Ekkor Csirebagos néven is nevezték. 1480 a Chyre és Bagossy családokon kívül a Kállay Lőkös Miklós fia János és a későbbiekben még a henczidai Bacsó család-nak is volt itt birtoka.
1514-ben Bajomi Benedek birtoka volt, majd rajtuk kívül még a Szepesi és a Bornemisza családoknak is volt itt része.
1603-ban Bagossy Pál szatmári alispán szerzi vissza.
1608-ban Báthory Gábor fejedelem szabadalmakat adott Hajdúbagos lakosainak, és a település a hajdúvárosok közé tartozott.
1630-1650 ordinális (református egyház)
1696: vármegyei gyűlés Bagoson
1735. április 13. Esterházy Antalnak adományozva
1735-ben a herceg Esterházy család tulajdonába került, a 20. század elején pedig Miskolczy Jenő volt nagyobb birtokosa.
A településhez tartozott Sebestanya puszta is, illetve ma is hozzátartozik igaz az 1860-as évek óta névtelenül.
A településtől északnyugatra az úgynevezett Darabos-part nyugati végében az 1930-as években neolitikumi telepet tártak fel a debreceni Déry Múzeum régészei.

### Hajdúbagos portái dikális összeírások alapján
- 1552-ben 33 porta;
- 1553-ban 19 porta;
- 1554-ben 23 porta;
- 1556-ban 13 porta;
- 1599-ben, 1604-ben és 1606-ban combusta (felégett), deserta (néptelen).

Bocskai idején a borsodi hajdúk áttelepítésével több évtized után ismét lakottá vált a település.

### Az 1715. és 1720. évi országos összeírás
A Rákóczi-szabadságharc leverésével a Szatmári békét követően az ország átszervezését megindító országgyűlések sorát a már korábban összehívott, de különböző akadályok miatt többször megszakadt és 1712-ben újra összehívott országgyűlés nyitja meg. Ezen az országgyűlésen a reformok egész sorát alkotják, közöttük megszervezik a Commissio Systematica bizottságot, amelynek feladata többek között az új helyzetben az állami szükségletek fedezésére szolgáló források megnyitása.
Adózók Bagoson 1715-ben:
- Andreas Pap
- Gabriel Tóth
- Georgius Németh
- Gregorius Csarvaszy
- Martinus Csorbásy
- Mathias Kovács
- Michael Csanak
- Michael Sarkady
- Michael Zortany
- Nicolaus Kodormány
- Paulus Makay
- Samuel Csonka
- Stephanus Adam
- Stephanus Győrősy
- Stephanus Győry
- Stephanus Kiss

Az 1720. évi összeírás az oszmán uralom alól felszabadult ország első, teljesnek tekinthető összeírása a külsőségekkel rendelkező jobbágyokat, zselléreket és lakásokat írja össze:
- Adózók:
  - Andreas Németh
  - Andreas Pap
  - Franciscus Ács
  - Franciscus Barta
  - Georgius Berta
  - Georgius Csorvasi
  - Georgius Kiss
  - Georgius Németh
  - Georgius Páll
  - Georgius Posta
  - Georgius Szabó
  - Joannes Bak
  - Joannes Csorvasi
  - Joannes Erdellyi
  - Joannes Rojti
  - Joannes Szabo
  - Ladislaus Sass
  - Martinus Csorvasi
  - Michael Csanak
  - Michael Makai
  - Michael Sapi
  - Nicolaus Kodormany
  - Paulus Kozák
  - Paulus Makai
  - Samuel Csonka
  - Stephanus Bakos
  - Stephanus Györi
  - Stephanus Györös
  - Stephanus Szakács
- Nemesek:
  - Gregorius Csonka
  - Joannes Barmos
  - Stephanus Barucz
  - Stephanus Szarvadi

## Közélete

### Polgármesterei
| Időszak   | Polgármester      | Párt      |
| --------- | ----------------- | --------- |
| 1990–1994 | L. Szabó Lajos    | független |
| 1994–1998 | Szabó Lajos       | független |
| 1998–2002 | Szabó Lajos       | független |
| 2002–2006 | Szabó Lajos       | független |
| 2006–2008 | Istenes Gyula     | független |
| 2008–2010 | Gyenge István     | Fidesz    |
| 2010–2014 | Szabó Lukács Imre | független |
| 2014–2019 | Szabó Lukács Imre | független |
| 2019–2024 | Szabó Lukács Imre | független |
| 2024–     | Szabó Lukács Imre | független |
|           |                   |           |

A településen 2008. április 13-án időközi polgármester-választást tartottak az előző polgármester lemondása miatt.

## Népesség
A lakosok száma a 20. század első felében növekvő tendenciát mutatott, majd 1949-1990 között számottevően csökkent, ám azóta ismét lakosságszám-gyarapodás figyelhető meg.
- 1900-ban 1936 fő
- 1910-ben 1977 fő
- 1920-ban 2167 fő
- 1930-ban 2306 fő
- 1949-ben 2472 fő
- 1990-ben 1953 fő
- 2001-ben 1981 fő
- 2008-ban 2036 fő
- 2011-ben 2198 fő

A település népességének változása:
| Lakosok száma | 1996 | 1966 | 1989 | 1927 | 1963 | 1938 | 1938 |
|               | 2013 | 2014 | 2015 | 2021 | 2022 | 2023 | 2024 |

2001-ben a település lakosságának 80%-a magyar, 20%-a cigány nemzetiségűnek vallotta magát.
A 2011-es népszámlálás során a lakosok 90,5%-a magyarnak, 4,4% cigánynak, 0,2% németnek, 0,2% románnak mondta magát (9,5% nem nyilatkozott; a kettős identitások miatt a végösszeg nagyobb lehet 100%-nál). A vallási megoszlás a következő volt: római katolikus 5,7%, református 47,6%, görögkatolikus 2%, felekezeten kívüli 27% (16,4% nem válaszolt).
2022-ben a lakosság 90,7%-a vallotta magát magyarnak, 0,8% cigánynak, 0,2% ruszinnak, 0,1-0,1% görögnek, németnek, bolgárnak, szlovénnek és románnak, 1,8% egyéb, nem hazai nemzetiségűnek (9,3% nem nyilatkozott; a kettős identitások miatt a végösszeg nagyobb lehet 100%-nál). Vallásuk szerint 32,3% volt református, 4% római katolikus, 1,8% görög katolikus, 0,8% egyéb keresztény, 0,1% egyéb katolikus, 0,2% evangélikus, 0,1% izraelita, 24,3% felekezeten kívüli (36,5% nem válaszolt).

## Nevezetességei
- Református temploma - a XV. század végén épült Szent Gellért templomaként- majd az 1805 évében átépítették. Legutóbb 1972-ben a II. világháborúban elszenvedett sérüléseiből korabeli állapotának megfelelően helyreállították.
- Horthy Miklós 2021-ben emelt szobra, mely a polgármesteri hivatallal szemben áll, az ország egyik első olyan, közterületen felállított, egész alakos szobra, mely a kormányzót ábrázolja.[16]

Hajdúbagos számos védett természeti értékkel rendelkezik:
- A Hortobágyi Nemzeti Parkhoz tartozó, hazánkban elsőként (1976-ban) létesített földikutya-rezervátum,[17] a Hajdúbagosi földikutya-rezervátum természetvédelmi terület (a második hasonló 2017-ben létesült Baja határában[18]).
- Ettől keletre halad el a szarmaták által 324 és 337 között épített, az Alföldet körbekerülő Csörsz-árok vagy más néven Ördögárok nyomvonala.
- A rezervátumon átsétálva jutunk el az Erdőspuszta tájegység peremére, majd kisebb csalitos erdőrészen áthaladva érünk a Rókás horgásztavakhoz.
- A horgásztótól nyugatra, néhány száz méterre - már a mikepércsi határban - áll egy több száz éves tölgy, melyhez helyi legendák is kötődnek.

- További természeti értékei: a Templom u 2. szám alatti védett fák;
- egy Gyöngyvirágos-tölgyes erdőrészlet;
- és egy Gyertyános–tölgyes erdőrészlet.

- Hajdúbagos, Derecske és Konyár hármashatárában van a Szőke-halom kurgán.

## Híres emberei
- Itt született 1730-ban Sinai Miklós lelkipásztor, kollégiumi professzor, püspök, történetíró.
- Itt született 1937-ben Gábor Zoltán Csokonai-díjas költő.

- Itt élt internálásban, 1953-1954 között egy éven át Falcione Kálmán katonatiszt, ügyvéd, korábbi országgyűlési képviselő, a hazai sztálinista koncepciós perek egyikének fővádlottja.